# Castor és Pollux (opera)
A Castor és Pollux Jean-Philippe Rameau eredetileg előjáték plusz ötfelvonásos operája. 1737-ben íródott, és ugyanebben az évben mutatták be a párizsi Académie royale de musique-ben. A szövegkönyvet Pierre-Joseph-Justin Bernard írta. 1754-ben a komponista átdolgozta és ötfelvonásossá alakította az operát, és az új változat hatalmas sikert aratott. Az opera műjegyzékszáma RCT 32.

## A mű keletkezésének története
Rameau első operája, a Hippolütosz és Arikia  után Voltaire művére komponálta Sámson című operáját, de azt nem fejezte be, a partitúrája el is veszett. A gáláns Indiák után a Castor és Pollux történetével kezdett foglalkozni, és librettóját a voltaire-i esztétika jegyében Pierre-Joseph Bernard készítette, aki katona, szalonköltő, könyvtáros volt, és a későbbiekben több szövegkönyvet is írt Rameau számára. Az előjáték plusz ötfelvonásos  operát 1737-ben komponálta, és ugyanennek az évnek az őszén mutatták be Párizsban. Rameau az operát 1754-ben átdolgozta, új részt írt hozzá, mást elhagyott, és ötfelvonásos szerkezetben véglegesítette. Ezt a verziót 1754 nyarán mutatták be, nagy sikerrel.

## A mű szereplői
| Szerep  | Hangnem     |
| ------- | ----------- |
| Castor  | kontratenor |
| Pollux  | basszus     |
| Télaïre | szoprán     |
| Phébé   | szoprán     |
| Jupiter | basszus     |
| Venus   | szoprán     |
| Mars    | basszus     |
| Minerva | szoprán     |

## A mű cselekménye
A cselekmény leírása az 1754-ben átdolgozott változat alapján készült.

### Első felvonás
A két ikerfiú közül Pollux halhatatlan, mert Jupiter gyermeke, Castor apja azonban földi ember. Pollux és Castor is szerelmes Télairába, de a lány Castort szereti, Pollux viszont – erről nem tudva – feleségül szeretné venni. Castor csüggedten búcsúzik a lánytól, inkább a száműzetést választja, minthogy szomorúságot okozzon fivérének. A búcsúnak fültanúja Pollux, és lemond a lányról, hogy ne tegye testvérét boldogtalanná. A spártaiak örömmel veszik Pollux önzetlenségét, és ünneplik az ifjú párt. Ekkor azonban az ikrek régi ellensége, Linceus megtámadja a palotát az embereivel, mert magának akarja megszerezni Télairát. A küzdelemben Castor meghal, a spártaiak pedig bosszúra szólítják fel Polluxot.

### Második felvonás
Télaira azt javasolja Polluxnak, hogy kérje apja, Jupiter segítségét Castor visszahozatalában. Pollux így is tesz, de az isten ebbe csak úgy megy bele, ha Castor helyett Pollux marad az alvilágban. Pollux a cserével is vállalja testvére megszabadítását.

### Harmadik felvonás
Pollux megérkezik az alvilág kapujához, és legyőzi a bejáratot őrző démonokat, de ehhez igénybe kell vennie Merkúr segítségét is.

### Negyedik felvonás
Castor magányosan bolyong az alvilágban, miközben folyton szerelme, Télaira jár az eszében. Megérkezik Pollux, de amikor Castor meghallja, mivel járna a szabadulása, nem vállalja ezt az áldozatot. Hosszas rábeszélésre végül beleegyezik abba, hogy egyetlen napra visszatér a napvilágra.

### Ötödik felvonás
A földön Télaira és Castor boldogan találkoznak egymással, de amikor a lány megtudja, hogy szerelmének vissza kell térnie a halottak birodalmába, teljesen kétségbe esik. Jupitert meghatja az ikrek egymás iránti szeretete, és visszaadja Pollux életét, ráadásul mindkettőjüket halhatatlanná teszi, és az égi csillagok közé helyezi őket, az ikrek csillagkép formájában.

## A mű színpadra állítása
A Castor és Pollux első változatát 1737. október 24-én mutatta be a párizsi Académie royale de musique, miközben a Hippolütosz és Arikia által kiváltott vita változatlanul folytatódott. Ez a vita jelentősen hozzájárult az új Rameau-opera iránti érdeklődéshez. A darab témáját, azaz a férfi ikerpár közötti ilyen fokú szeretet bemutatását eleinte furcsállta a közönség, ezért a darab vegyes fogadtatásban részesült, mindazonáltal sikernek lehet elkönyvelni, hogy az opera az év során húsz előadást ért el. Ezután azonban nem tűzték műsorra, ezért lehetett szükség az átdolgozásra, és ez az „új” Castor és Pollux már hatalmas sikert aratott. Ennek a bemutatója napra pontosan nem ismert, de valószínűleg 1754. június 8-án vagy 11-én volt. Az opera a bemutató évében tíz, 1755-ben pedig harminc előadást ért meg. Ezt követően 1764-ben, 1765-ben, 1772-ben, 1773-ban, 1778-ban, 1779-ben és 1780-ban is színpadra állították. Míg Rameau operái általában nem élték túl a francia forradalmat, a Castor és Polluxot 1792-ben is bemutatták Párizsban.
Az operát a 20. században a párizsi Schola Cantorum mutatta be 1903-ban, a közönség soraiban ott ült Claude Debussy is. A Castor és Pollux Rameau máig egyik legsikeresebb operája.

## A mű zenéje
Rameau operája a tragédie en musique hagyományait viszi tovább. Témájában az abban az időben változatlanul népszerű mitológiai történetekhez kapcsolódik, középpontjában Léda két iker fiával. Az első változatot Rameau igen sikeresen alakította át: megszüntette a prológust, a történet indítását egy újonnan írt első felvonásban oldotta meg, a harmadik és a negyedik felvonást pedig összevonta, hogy meglegyen az akkoriban megszokott ötfelvonásos szerkezet, a recitativók közül pedig sokat elhagyott. Ezzel az opera szerkezete sokkal átláthatóbbá vált, azóta is ezt a verziót játsszák a leggyakrabban.
Az operában Castor magas tenorja és Pollux magas basszusa uralkodik. A zenéjük eleinte kissé visszafogott, majd a történet előrehaladásával, ahogy a két testvér között önzetlen szeretet egyre inkább kibontakozik, a zene is egyre kifejezőbbé válik. A mű egyik leghíresebb része, Castor Séjour de l’éternelle paix című, olaszos koloratúrákkal díszített monológja Rameau „elégikus énekstílusának” a példája.

## Az opera szerkezete, zeneszámok
| - Nyitány Első felvonás - 1. kép: (Cleone, Phebe) - 2. kép: (Telaire) - 3. kép: (Castor, Telaire, Pollux) - 4. kép: (Spártaiak kórusa) - 4. kép: Ária, két menüett - 4. kép: Arietta (Castor) - 4. kép: Két gavott - 4. kép: Két tambourine - 5. kép: (Egy spártai, Castor, Pollux, kórus, Combat, Telaire) Második felvonás - 1. kép: (Spártai csapat) - 2. kép: Tristes apprets (Telaire) - 3. kép: (Telaire, Phebe) - 4. kép: Induló (Pollux, Choeur) - 5. kép: (Pollux, Telaire) - 5. kép: Atléták áriája - 5. kép: Ária | Harmadik felvonás - 1. kép: Ritornell és ária (Pollux) - 2. kép: (Főpap, Pollux, Jupiter) - 3. kép: Jupiter alászállása (Pollux, Jupiter) - 4. kép: Hebe érkezése (mennyei kórus) - 4. kép: Recitativo (Pollux, Hebe kísérőinek kórusa) - 4. kép: (Hebe kísérője) - 4. kép: Recitativo (Pollux); ária (Hebe) - 4. kép: Két gavott, recitativo (Pollux) Negyedik felvonás - 1. kép: Prelűd (Phebe, az árnyak kórusa) - 2. kép: Merkúr alászállása (Mercure, Pollux, Phebe) - 2. kép: (Phebe, Cleone, Pollux, démonok kórusa és ária) - 3. kép: (Phebe) - 4. kép: (Castor) - 4. kép: (Boldog lelkek kórusa) - 4. kép: Menüett (egy árny) - 4. kép: Két passepied, kórus - 5. kép: (Castor, Pollux); Gavott | Ötödik felvonás - 1. kép: Ritornell (Telaire, Castor) - 2. kép: (Telaire, Castor, Choeur) - 3. kép: (Telaire, Castor) - 3. kép: Mennydörgés (Telaire, Castor) - 4. kép: (Jupiter, Castor, Pollux, Telaire) - 5. kép: (Jupiter) - 5. kép: Chaconne - 5. kép: Arietta (Castor, Choeur) |

## Hangfelvételek
- Előadók: Meredith Hall, Monica Whicher. Közreműködik: az Ensemble Aradia, vezényel: Kevin Mallon. Kiadó: Naxos, 2004. 2 CD.
- Előadók: Anna Maria Panzarella, Véronique Gens, Judith van Wanroij, Finnur Bjarnason, Henk Neven, Nicolas Testé, Christophe Rousset. Közreműködik: Les Talens Lyriques, Chorus of De Nederlandse Opera, vezényel: Christophe Rousset, koreográfus: Amir Hossenpour. Kiadó: Kultur/Opus Arte, 2008. DVD.

## Fordítás
Ez a szócikk részben vagy egészben  a   Castor et Pollux című angol Wikipédia-szócikk ezen változatának fordításán alapul.  Az eredeti cikk szerkesztőit annak laptörténete sorolja fel. Ez a jelzés csupán a megfogalmazás eredetét és a szerzői jogokat jelzi, nem szolgál a cikkben szereplő információk forrásmegjelöléseként.